# جيم روث
جيم روث (بالإنجليزية: Jim Roth)‏ هو سياسي أمريكي، ولد في 24 ديسمبر 1968 في بريري فيليج في الولايات المتحدة. حزبياً، نشط في الحزب الديمقراطي.